# Artikel 12a des Grundgesetzes für die Bundesrepublik Deutschland
Der Artikel 12a Grundgesetz für die Bundesrepublik Deutschland (GG) normiert die Dienstverpflichtungen und gehört zum ersten Abschnitt Grundrechte.

## Normierung
(2) Wer aus Gewissensgründen den Kriegsdienst mit der Waffe verweigert, kann zu einem Ersatzdienst verpflichtet werden. Die Dauer des Ersatzdienstes darf die Dauer des Wehrdienstes nicht übersteigen. Das Nähere regelt ein Gesetz, das die Freiheit der Gewissensentscheidung nicht beeinträchtigen darf und auch eine Möglichkeit des Ersatzdienstes vorsehen muss, die in keinem Zusammenhang mit den Verbänden der Streitkräfte und des Bundesgrenzschutzes steht.
(3) Wehrpflichtige, die nicht zu einem Dienst nach Absatz 1 oder 2 herangezogen sind, können im Verteidigungsfalle durch Gesetz oder auf Grund eines Gesetzes zu zivilen Dienstleistungen für Zwecke der Verteidigung einschließlich des Schutzes der Zivilbevölkerung in Arbeitsverhältnisse verpflichtet werden; Verpflichtungen in öffentlich-rechtliche Dienstverhältnisse sind nur zur Wahrnehmung polizeilicher Aufgaben oder solcher hoheitlichen Aufgaben der öffentlichen Verwaltung, die nur in einem öffentlich-rechtlichen Dienstverhältnis erfüllt werden können, zulässig. Arbeitsverhältnisse nach Satz 1 können bei den Streitkräften, im Bereich ihrer Versorgung sowie bei der öffentlichen Verwaltung begründet werden; Verpflichtungen in Arbeitsverhältnisse im Bereiche der Versorgung der Zivilbevölkerung sind nur zulässig, um ihren lebensnotwendigen Bedarf zu decken oder ihren Schutz sicherzustellen.
(4) Kann im Verteidigungsfalle der Bedarf an zivilen Dienstleistungen im zivilen Sanitäts- und Heilwesen sowie in der ortsfesten militärischen Lazarettorganisation nicht auf freiwilliger Grundlage gedeckt werden, so können Frauen vom vollendeten achtzehnten bis zum vollendeten fünfundfünfzigsten Lebensjahr durch Gesetz oder auf Grund eines Gesetzes zu derartigen Dienstleistungen herangezogen werden. Sie dürfen auf keinen Fall zum Dienst mit der Waffe verpflichtet werden.
(5) Für die Zeit vor dem Verteidigungsfalle können Verpflichtungen nach Absatz 3 nur nach Maßgabe des Artikels 80a Abs. 1 begründet werden. Zur Vorbereitung auf Dienstleistungen nach Absatz 3, für die besondere Kenntnisse oder Fertigkeiten erforderlich sind, kann durch Gesetz oder auf Grund eines Gesetzes die Teilnahme an Ausbildungsveranstaltungen zur Pflicht gemacht werden. Satz 1 findet insoweit keine Anwendung.

## Historischer Hintergrund
Am 12. November 1955 wurde die Bundeswehr im Zuge der Wiederbewaffnung aufgestellt und die allgemeine Wehrpflicht mit dem Inkrafttreten des Wehrpflichtgesetzes vom 21. Juli 1956 eingeführt. Mit dem 17. Gesetz zur Änderung des Grundgesetzes vom 24. Juni 1968 wurde die allgemeine Dienstpflicht in Art. 12a GG verankert. Bereits seit Einführung des Grundgesetzes 1949 ist in Art. 4 Abs. 3 GG festgelegt, dass niemand gegen sein Gewissen zum Kriegsdienst mit der Waffe gezwungen werden darf.
Frauen war der Dienst an der Waffe verfassungsmäßig untersagt. Art. 12a Abs. 4 GG besagte in seiner ursprünglichen – von 1956 bis 2000 bestehenden – Fassung, dass Frauen „auf keinen Fall Dienst mit der Waffe leisten“ dürfen. Die CDU-Politikerin Elisabeth Schwarzhaupt, die an der Ausarbeitung dieser Passage des Art. 12a GG maßgeblich beteiligt gewesen war, erklärte 1956 zu den Motiven, die die verantwortlichen Politiker dazu bewogen hatten, diesen so abzufassen: „Es kam dem Rechtsausschuß darauf an, dass mit programmatischem Nachdruck im Grundgesetz ausgesprochen wird, dass unsere Auffassung von der Natur und der Bestimmung der Frau einen Dienst mit der Waffe verbietet.“ Mit den Worten einer Spiegel-Analyse aus den 1980er Jahren, war der durch den Art. 12a GG vorgenommene Ausschluss von Frauen vom Militärdienst somit nicht juristisch, sondern moralisch motiviert: „Damit [mit dem Artikel 12a] waren, elf Jahre nach dem Krieg und bösen Erinnerungen an Blitzmädchen und Flakhelferinnen, Natur und Bestimmung der bundesrepublikanischen Frauen fixiert: das Weib als empfangender, eher passiver Hort des Friedens – Partner des aktiven, wehrhaften Mannes.“
Gemäß einem Urteil des Europäischen Gerichtshofes vom Januar 2000 verstößt diese Regelung aber gegen den Gleichheitsgrundsatz. Daher dürfen Frauen seit 2001 bei der Bundeswehr nicht nur im Sanitätsdienst oder im Musikkorps, sondern auch in kämpfenden Einheiten eingesetzt werden. Nach diesem Urteil wurde Art. 12a Abs. 4 Satz 2 GG durch Gesetz zur Änderung des Grundgesetzes vom 19. Dezember 2000 angepasst. Der neue Wortlaut war nun: Sie dürfen auf keinen Fall zum Dienst mit der Waffe verpflichtet werden.

## Erläuterung
Unmittelbare Bedeutung besitzt die Dienstpflicht nach Art. 12a GG für alle jungen Männer, die bis 2011 in der Regel nach der Schulzeit oder Ausbildung zum Grundwehrdienst in der Bundeswehr herangezogen wurden. Junge Frauen wurden seit dem Ende des Zweiten Weltkrieges nicht mehr zu einer Dienstpflicht herangezogen. Männer, die aus Gewissensgründen den Dienst an der Waffe ablehnen, besitzen die Möglichkeit, einen Zivildienst abzuleisten. Das kann in allen gesellschaftlich wichtigen Institutionen durchgeführt werden, z. B. in Krankenhäusern, Altenheimen, Kindergärten oder in kirchlichen Organisationen.
Ein Großteil des Art. 12a GG beschäftigt sich mit staatsbürgerlichen Pflichten im Verteidigungsfall. Wehrpflichtige, die nicht in einem der oben genannten Bereiche eingesetzt sind, können dann zu zivilen Diensten herangezogen werden. Das kann beispielsweise die Versorgung von militärischen Einheiten sein oder der Schutz bzw. auch die Versorgung der Zivilbevölkerung. Frauen im Alter von 18 bis 55 Jahren müssen Leistungen im Sanitätsdienst erbringen, sollte ein entsprechender Bedarf bestehen.
Der Verteidigungsfall stellt eine Situation dar, in der die Rechte auf freie Ausübung des Berufes sowie die Wahl des Arbeitsplatzes nur eingeschränkte Gültigkeit besitzen. Sollte das Angebot an Arbeitskräften für die oben angesprochenen zivilen Dienste nicht ausreichen, kann der Bedarf auf der Basis von öffentlichem Zwang gedeckt werden. Deutsche würden dann gezwungen, bestimmte Arbeiten zu verrichten.

### Aussetzung der Wehrpflicht
Seit Juli 2011 ist die Wehrpflicht ausgesetzt und die Bundeswehr wurde zur reinen Freiwilligenarmee. Diese Aussetzung fand nur durch Änderung des Wehrpflichtgesetzes statt, ohne dass dafür das Grundgesetz geändert werden musste. Ein solches Vorgehen ist verfassungskonform, denn Art. 12a GG sieht lediglich vor, dass Männer vom vollendeten achtzehnten Lebensjahr an zum Wehrdienst verpflichtet werden können. Eine Einführung der Wehrpflicht ist also vom GG nur erlaubt, nicht aber geboten.